# Pamposh, fleur de lotus
Pour plus de détails, voir Fiche technique et Distribution.
Pamposh, fleur de lotus (Pamposh) est un film indien réalisé par Ezra Mir, sorti en 1954.

## Synopsis
Mogli est un orphelin sourd adopté par le batelier Kassim, qui a déjà une fille, Naseem.

## Fiche technique
- Titre : Pamposh, fleur de lotus
- Titre original : Pamposh
- Réalisation : Ezra Mir
- Scénario : Ezra Mir
- Musique : Mohan Lal Aima
- Photographie : F.C. Marconi
- Société de distribution : Films of India (États-Unis)
- Pays :  Inde
- Genre : Drame
- Durée : 70 minutes
- Dates de sortie : 
  -  France : 1954 (Festival de Cannes)

## Distribution
- Mogli
- Savi Multani : Naseem
- Rusi Patel : Aziz

## Distinctions
Le film a été présenté en sélection officielle en compétition au Festival de Cannes 1954.